# Denis Curzi
Denis Curzi (Dernbach, 14 maggio 1975) è un maratoneta italiano.

## Biografia
Ha vinto un titolo nazionale e conta nove presenze in nazionale, partecipando agli europei di Barcellona 2010. Nel 1998 è arrivato 12º alla maratona d'Italia di Carpi.
Il suo miglior tempo in maratona è di 2h12'28", ottenuto a Roma il 24 marzo 2002. Sulla mezza maratona ha un primato di 1h02'23", corso a Gargnano nel 2000. Nel 2006 ha corso la maratona di 2h11'17" (4º a Treviso), tempo non ratificato come primato.
Il suo record nei 5000 m piani è di 13'42"62, corso a Ponzano Veneto nel 2000, mentre nei 10000 m piani è di 28'32"87, stabilito a Valmontone (provincia di Roma) nel 2002.
Nel 2006 si è sposato con Veronica De Angelis, con lei ha due figli, Nicolò (2007) e Mattia (2008). Ha una sorella, Diana Curzi.

## Palmarès
| Anno | Manifestazione          | Sede       | Evento        | Risultato | Prestazione | Note |
| ---- | ----------------------- | ---------- | ------------- | --------- | ----------- | ---- |
| 2009 | Giochi del Mediterraneo | Pescara    | 10000 m piani | 4º        | 30'01"83    |      |
| 2010 | Europei                 | Barcellona | Maratona      | dnf       | dnf         |      |

## Campionati nazionali
2006
- Bronzo ai campionati italiani assoluti, 10000 m piani - 28'54"16

2007
- Bronzo ai campionati italiani assoluti, 10000 m piani - 29'36"12

## Altre competizioni internazionali
1998
- 12º alla Maratona d'Italia ( Carpi) - 2h20'56"
- Oro alla Maratona del Lamone ( Russi) - 2h25'49"

1999
- Bronzo alla Maratona dell'Alto Adige ( Egna) - 2h16'27"
- 4º alla Maratona di Cesano Boscone ( Cesano Boscone) - 2h14'55"
- 6º alla Mezza maratona di Ferrara ( Ferrara) - 1h04'15"
- Argento alla Mezza maratona di Ravenna ( Ravenna) - 1h05'43"
- Oro alla Corsa della Madonnina ( Modena), 11,8 km - 35'02"
- 18º alla BOclassic ( Bolzano) - 29'53"

2000
- 5º alla Roma-Ostia ( Roma) - 1h03'20"
- 24º alla Stramilano ( Milano) - 1h04'04"
- Argento alla Mezza maratona di Ravenna ( Ravenna) - 1h05'06"

2001
- 7º alla Maratona di Venezia ( Venezia) - 2h15'03"
- Argento alla Maratonina dei Fiori ( San Benedetto del Tronto) - 1h06'49"
- 8º alla BOclassic ( Bolzano) - 29'10"

2002
- 7º alla Maratona di Roma ( Roma) - 2h12'28"
- 6º alla Roma-Ostia ( Roma) - 1h02'31"
- 14º al Campaccio ( San Giorgio su Legnano) - 36'50"

2003
- Argento alla Maratona di Firenze ( Firenze) - 2h15'56"
- 6º alla Mezza maratona di Ravenna ( Ravenna) - 1h07'07"
- 25º alla BOclassic ( Bolzano) - 30'59"

2004
- 4º alla Maratona di Treviso ( Treviso) - 2h13'21"
- 8º alla Roma-Ostia ( Roma) - 1h03'59"
- 13º alla Mezza maratona di Napoli ( Napoli) - 1h05'32"
- Argento alla Mezza maratona di Centobuchi ( Centobuchi) - 1h07'05"
- 10º alla Mezza maratona di Bologna ( Bologna) - 1h08'31"
- 11º al Giro podistico internazionale di Castelbuono ( Castelbuono) - 35'58"
- 17º al Giro al Sas ( Trento), 10,9 km - 33'31"
- 17º alla Scalata al Castello ( Arezzo) - 30'26"

2005
- Oro alla Maratona di Treviso ( Treviso) - 2h11'37"
- 7º alla Maratona di Venezia ( Venezia) - 2h13'52"
- 10º alla Mezza maratona di Udine ( Udine) - 1h04'02"
- 9º alla Mezza maratona di Recanati ( Recanati) - 1h06'23"

2006
- 4º alla Maratona di Treviso ( Treviso) - 2h11'17"
- Argento alla Maratonina Vittoria Alata ( Vittorio Veneto) - 1h03'36"
- Oro alla Maratonina dei Magi ( Grottammare) - 1h05'32"
- Oro alla Mezza maratona di Cotignola ( Cotignola) - 1h07'05"
- 7º al Giro podistico internazionale di Castelbuono ( Castelbuono) - 36'20"
- 13º alla BOclassic ( Bolzano) - 29'26"
- 10º alla Scalata al Castello ( Arezzo) - 30'32"

2007
- 10º alla Maratona di Roma ( Roma) - 2h13'40"
- 4º alla Maratona di Firenze ( Firenze) - 2h15'11"
- 8º alla Roma-Ostia ( Roma) - 1h03'30"
- 10º alla Mezza maratona di Arezzo ( Arezzo) - 1h05'04"
- 16º alla Mezza maratona di Udine ( Udine) - 1h05'40"
- 4º alla Corsa delle Stelle ( Verbania) - 29'41"

2008
- Oro alla Maratona di Treviso ( Treviso) - 2h13'27"
- 8º alla Maratona d'Italia ( Carpi) - 2h14'18"
- 13º al Giro podistico internazionale di Castelbuono ( Castelbuono) - 37'19"
- 8º alla Scalata al Castello ( Arezzo) - 30'25"
- 4º alla Corsa delle Stelle ( Verbania) - 30'29"
- Oro alla Notturna di San Giovanni ( Firenze) - 31'23"

2009
- Argento alla Maratona d'Italia ( Carpi) - 2h13'49"
- Oro alla Mezza maratona di Ravenna ( Ravenna) - 1h06'14"
- Argento alla Notturna di San Giovanni ( Firenze) - 29'45"
- Argento alla Corrisernia ( Isernia), 9 km - 29'16"

2010
- 8º alla Stramilano ( Milano) - 1h04'23"
- Oro alla Mezza maratona di Cosenza ( Cosenza) - 1h11'54"
- Oro alla Mezza maratona di Porto d'Ascoli ( Porto d'Ascoli) - 1h08'32"
- Argento alla Mezza maratona di Imperia ( Imperia) - 1h07'22"

2011
- 5º alla Padova Marathon ( Padova) - 2h14'56"
- 13º alla Maratona di Torino ( Torino) - 2h16'26"
- 13º alla Mezza maratona di Cremona ( Cremona) - 1h04'12"
- Argento alla Mezza maratona di Imperia ( Imperia) - 1h05'16"
- 10º alla Mezza maratona di Arezzo ( Arezzo) - 1h05'50"
- Oro alla Mezza maratona di Centobuchi ( Centobuchi) - 1h07'06"
- Oro alla Mezza maratona di Jesi ( Jesi) - 1h07'33"
- 17º alla Scalata al Castello ( Arezzo) - 30'06"

2012
- Oro alla Maratona del Piceno ( Porto San Giorgio) - 2h20'14"
- 8º alla Stramilano ( Milano) - 1h05'32"
- 19º alla Roma-Ostia ( Roma) - 1h04'11"
- Bronzo alla Mezza Maratona delle Due Perle ( Santa Margherita Ligure) - 1h05'43
- 10º alla Mezza maratona di Pisa ( Pisa) - 1h07'58"
- 5º alla Stracarrara ( Carrara) - 30'03"
- 18º alla Scalata al Castello ( Arezzo) - 30'48"
- 8º alla Corrida di San Lorenzo ( Zogno), 8 km - 24'52"

2013
- 13º alla Roma-Ostia ( Roma) - 1h03'17"
- Oro alla Maratonina dei Magi ( Porto d'Ascoli) - 1h07'32"
- Argento alla Mezza Maratona delle Due Perle ( Santa Margherita Ligure) - 1h06'02"
- 5º alla Mezza maratona di Bergamo ( Bergamo) - 1h08'06"
- 5º alla Mezza maratona di Pisa ( Pisa) - 1h09'06"
- Argento alla Giulietta & Romeo Half Marathon ( Verona) - 1h05'30"

2014
- 33º alla Maratona di New York ( New York) - 2h27'35"
- 8º alla Mezza maratona di Bologna ( Bologna) - 1h07'50"
- 4º alla Maratonina dei Magi ( Porto d'Ascoli) - 1h08'49"
- Bronzo alla Mezza maratona di Pisa ( Pisa) - 1h08'55"
- Argento alla Conero Running Half Marathon ( Numana) - 1h10'17"
- 12º alla Giulietta & Romeo Half Marathon ( Verona) - 1h04'55"
- 17º alla Scalata al Castello ( Arezzo) - 31'50"

2015
- 8º alla Cortina-Dobbiaco Run ( Dobbiaco), 30 km - 1h42'17"
- Bronzo alla Mezza Maratona delle Due Perle ( Santa Margherita Ligure) - 1h07'53"
- Argento alla Mezza maratona di Centobuchi ( Centobuchi) - 1h08'28"
- 6º alla Stracarrara ( Carrara) - 31'12"